# Animals
Animals je konceptualni album progresivnega rocka skupine Pink Floyd, izdan leta 1977. Posnet je bil med aprilom in novembrom 1976 pri njihovem Britannia Row Studios v Londonu. Navdihnil jih je roman George Orwella Živalska farma.
Prvič je bil izdan 23. januarja 1977 v Veliki Britaniji in 2. februarja 1977 v ZDA.
Kakor hitro je Animals dosegel tretje mesto na The Billboars US Album lestvici, je tudi zdrsnil z nje, saj vsebuje tri nenavadno dolge pesmi, ki niso primerne za radio. Zaradi tega se je album na ameriški lestvici Billboard obdržal le 6 mesecev, druga dva klasična albuma skupine (Dark Side of the Moon in Wish You Were Here) pa več kot eno leto. Kljub temu je med oboževalci Pink Floyd album še vedno zelo pribljubljen. 12. februarja je v  ZDA dosegel zlato naklado, 10. marca 1977 pa še platinasto, čeprav se je mnogim zdel prava polomija glede na Dark Side of the Moon in Wish You Were Here. Do danes je bilo prodan več kot 4 milijone izvodov v ZDA in sedem milijonov po vsem svetu.
Na albumu se prvič pojavi »pinkfloydovski prašič«, balon na naslovnici, ki je bil pozneje velikokrat uporabljen na koncertih in tako postal eden najprepoznavnejših simbolov skupine.
Velikokrat se priznava za najboljše kitaristično delo Pink Floyd.

## O albumu
Animals je bil prvi floydovski album, ki ga je v glavnem napisal basist/vokalist/pisec besedil Roger Waters. Pevec in kitarist David Gilmour je skupaj z njim napisal le 23-minutno »Dogs«, saj so napetosti v skupini naraščale. Pravzaprav je Animals sestavljen iz pesmi, ki naj bi jih uvrstili na Wish You Were Here. Pesem »Dogs« je bila sprva poimenovana »You Gotta Be Crazy«, »Sheep« pa »Raving and Drooling«. Ta album je bil tudi prvi, za katerega ni glasbe napisal klaviaturist Richard Wright.
Naslovnica ni fotomontaža, pač pa fotografija. Pod vodstvom Storma Thorgersona so s helijem napolnjen balon v obliki prašiča posneli nad elektrarno Battersea Power Station. Fotografiranje je zaradi vetra trajalo tri dni, balon pa je povzročil nemalo težav, saj zaradi njega morali celo odpovedati nekaj letov na londonskem letališču Heathrow.

## Koncept
Za razliko od Georgea Orwella, ki je v Živalski farmi satirično opisal komunistični režim, je Waters v Animals predstavil svojo kritiko kapitalizma, po mnenju nekaterih pa je z »ovcami« namigoval tudi na njihove nekritične oboževalce, ki so jih dojemali le kot še eden pop produkt.
Na albumu se skozi pesmi pojavljajo tri antropomorne metafore za človeško obnašanje: psi (pesem »Dogs«), prašiči (pesmi »Pigs on the Wing« in »Pigs (Three Different Ones)«) in ovce (pesem »Sheep«). Prašiči predstavjajo politične hinavce, ki ovce in pse posiljujejo s svojimi prepričanji in ideologijo, psi  pohlepne kapitaliste, ovce pa nespametne in do oblasti nekritične posnemovalce, ki jih psi in prašiči izkoriščajo.
Kot prašič je bila konretno omenjena tudi Mary Whitehouse, ki je zagovarjala cenzuro Pink Floydov.

## Seznam pesmi
Vse skladbe, z izjemo 'Dogs' (Waters/Gilmour), je napisal Waters.
1. »Pigs on the Wing Part 1« – 1:25
2. »Dogs – 17:04«
3. »Pigs (Three Different Ones)« – 11:22
4. »Sheep« – 10:24
5. »Pigs on the Wing Part 2« – 1:25

## Zasedba
- Roger Waters - vokal, bas kitara, akustična kitara, ritem kitara, posebni efekti, oblikovanje naslovnice
- David Gilmour - kitara, bas kitara, vokal, sintetizator
- Richard Wright - orgle, Fender Rhodes klavir, Yamaha klavir, sintetizator, stranski vokali
- Nick Mason - bobni, tolkala, posebni efekti, oblikovanje naslovnice

### Ostali
- Snowy White - kitara na »Pigs On The Wing« (samo v 8-minutni verziji)
- Brian Humphries - inženir
- Storm Thorgerson - oblikovanje naslovnice
- Aubrey Powell - oblikovanje naslovnice
- James Guthrie - producent
- Doug Sax

## Lestvice
| Leto | Lestvica               | Mesto |
| ---- | ---------------------- | ----- |
| 1977 | Billboard's Pop Albums | 3     |